# Euplagia
Euplagia är ett släkte av fjärilar som beskrevs av Jacob Hübner 1820. Euplagia ingår i familjen björnspinnare.
Släktet innehåller bara arten Euplagia quadripunctaria.

## Bildgalleri

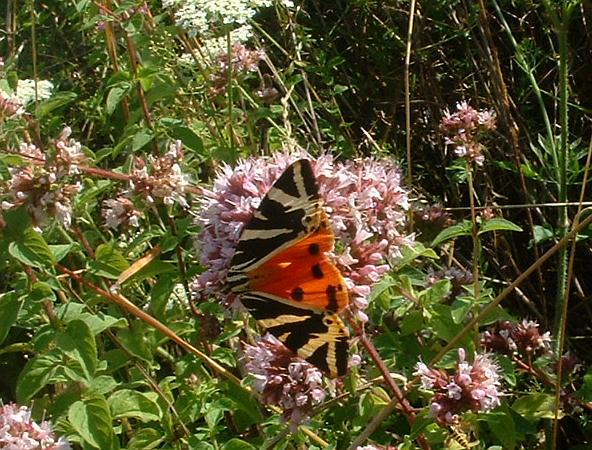